# Discophlebia lucasii
Espèce
Discophlebia lucasii est une espèce de papillons de la famille des Oenosandridae qui se rencontre en Australie.

## Systématique
L'espèce Discophlebia lucasii a été initialement décrite en 1885 par Rudolph Rosenstock (d).

## Galerie

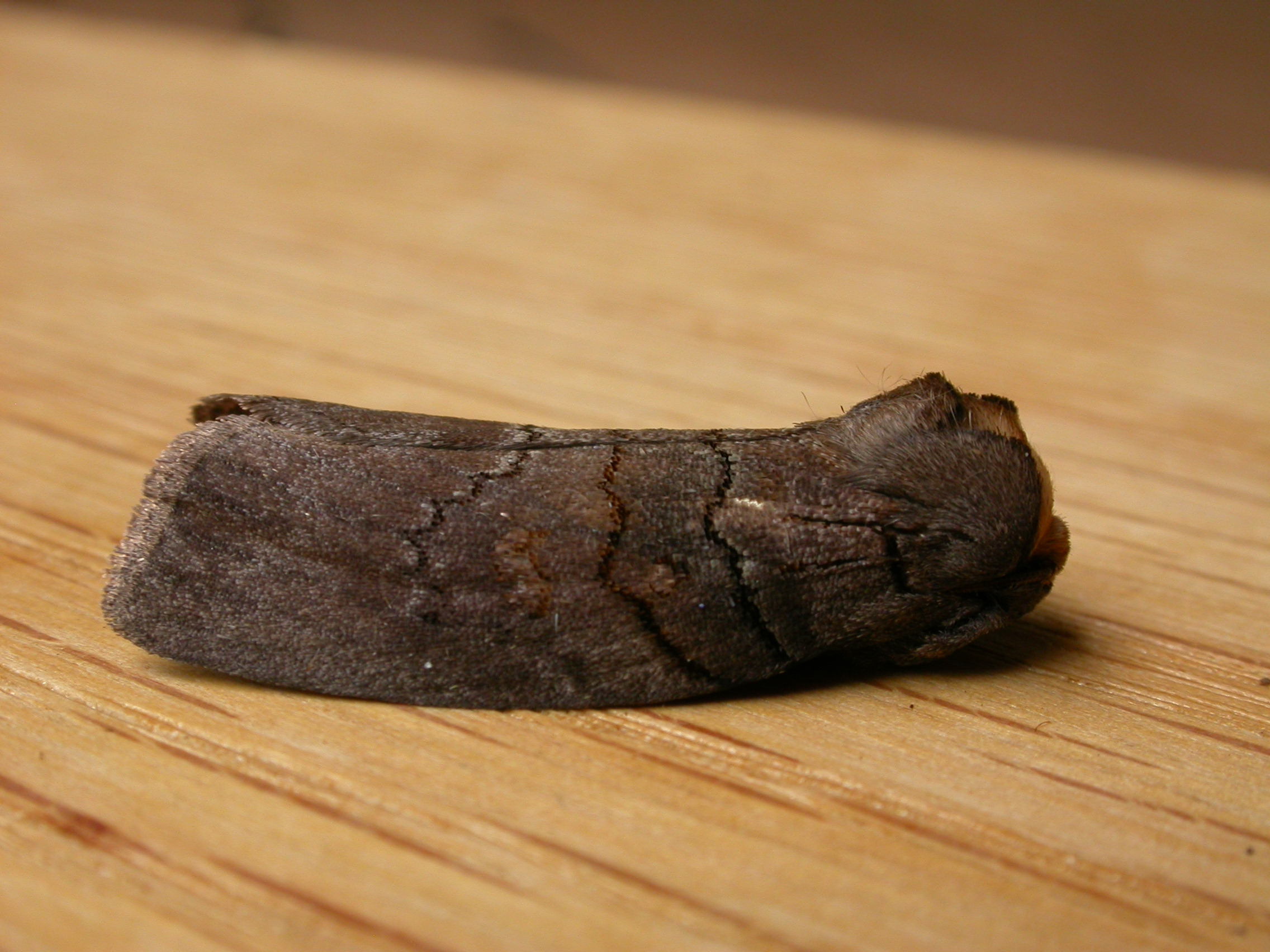

## Publication originale
- (en) Rudolph Rosenstock, « XL.—Notes on Australian Lepidoptera, with descriptions of new species », Annals and Magazine of Natural History, Londres, Taylor & Francis, vol. 16, no 96,‎ décembre 1885, p. 421-443 (ISSN 0374-5481, OCLC 1481361, DOI 10.1080/00222938509459909, lire en ligne).